# 施瓦本方言
施瓦本方言（德語：Schwäbisch）是高地德語中阿勒曼尼語的方言，通行於涵蓋德國西南部巴登-符腾堡包括斯图加特在內的許多地方的施瓦本地區、施瓦本汝拉山和巴伐利亞等地，施瓦本方言也通行於匈牙利、前南斯拉夫、羅馬尼亞和前蘇聯等地部份的多瑙施瓦本人（Donauschwaben）之間。

## 描述與特徵
這方言的包含了自斯图加特的「標準」施瓦本與至鄉村小鎮稍微不同的、「較厚」的口音都有。老一輩的人可透過一個人的口音得知某人是從哪個村莊來的。
施瓦本方言對標準德語的使用者而言是難以理解的，它包含了許多與標準德語不同的單詞。例如，在標準德語中，果醬被稱作Marmelade；在施瓦本方言中則稱作Gsälz。

### 語言學特性
施瓦本方言的一些和標準德語的比較：
- 中古高地德語的單母音 î 與û分別變成了[e͡i] 與[o͡u]，而非如標準德語般的[a͡ɪ] 與[a͡ʊ]。
- 後綴"-et"被用於動詞第一人稱眾數的變化中，例如mir ganget意即「我們走」，其標準德語對應的形式則為wir gehen。
- 就如其他阿勒曼尼語方言一般，在子音前的"s"讀作[ʃ]，故Fest(意即「派對」)讀得如Fescht一般。
- 所有的塞音都讀得如濁音一般，因此在標準德語中有分別的'b'與'p'及'd'與't'等在施瓦本方言中變得沒有區別。
- 指小後綴單數形為"-le"，眾數形為"-la"，故Haus變成Häusle，Bisschen變成Bissle；而Spätzle則變成Spätzla。
- 對應至der、die與das的冠詞經常讀成"dr"、"d"與"s"等，因此"s Haus"就是"das Haus"之意。

在許多地區施瓦本方言有著獨特的語調，施瓦本方言的母語使用者講標準德語時亦帶有此種語調。
濁塞音、齒齦後擦音與常常使用L開頭的指小後綴等，使人對此種方言有一種非常「軟」或「溫和」的感覺，這點常常讓人覺得它和「較硬的」德語北部方言形成尖銳的對比。

## 分類
施瓦本方言被歸類為一種阿勒曼尼方言，阿勒曼尼方言是上德語的兩種方言形式之一(另一種是奥地利-巴伐利亚语)。ISO 639-3對施瓦本方言的語言代碼是swg.

施瓦本方言由許多「次方言」組成，這些「次方言」又有自己的變體。這些次方言可依它們用gwä或gsi做為sein的過去分詞的形式這點來分類。用Gsi的這些語言較接近瑞士德語等阿勒曼尼語方言。它亦可分成「東南施瓦本方言」、「西施瓦本方言」和「中央施瓦本方言」等分支。

## 大眾文化中的施瓦本方言

除了說標準德語（Hochdeutsch）外，我們什麼都可辦得到

巴登-符腾堡商會商會因其帶著標語「Wir können alles. Außer Hochdeutsch.（意即「除了說標準德語（Hochdeutsch）外，我們什麼都可辦得到」）」的廣告活動而備受讚許。這活動在增長施瓦本人在自己方言與事業成就方面被認為是很聰明的。這是對巴登-符腾堡是德國主要的創新中心之一且有著不一樣的方言的事實的一個小典故。

## 施瓦本方言作家
- 塞巴斯蒂安‧賽勒（德语：Sebastian Sailer）（1714–1777）
- 奥古斯特‧莱姆勒（德语：August Lämmle）
- 约瑟夫‧埃贝勒（德语：Josef Eberle），又作Sebastian Blau
- 彼得‧施拉克（德语：Peter Schlack (Dichter)）（生於1943年）

## 外部連結
- 施瓦本方言─英語辭典